# 1. Amateurliga Südwest 1965/66
Die 1. Fußball-Amateurliga Südwest 1965/66 war die 14. Saison der drittklassigen 1. Amateurliga im regionalen Männerfußball des südlichen Teils des Landes Rheinland-Pfalz und ein Vorgänger der Fußball-Verbandsliga Südwest. Die 1. Amateurliga Südwest wurde 1952 aus einer Zusammenlegung der Amateurligen Rheinhessen, Westpfalz und Vorderpfalz gebildet und existierte bis zur Saison 1977/78 als dritthöchste Liga. Nach Einführung der Oberliga Südwest 1978 als höchste Amateurspielklasse wurde die Spielklasse in „Verbandsliga Südwest“ umbenannt und war ab diesem Zeitpunkt nur noch viertklassig.

## Abschlusstabelle
Die Meisterschaft gewann Vorjahresabsteiger VfR Kaiserslautern. Den Gang in die 2. Amateurliga mussten der FC Rodalben, der FC Dahn, der TuS Altrip, der VfL Neustadt und der FG Dannstadt antreten. Für die nachfolgende Saison 1966/67 kamen als Aufsteiger aus den 2. Amateurligen der FK Clausen und die Arminia Rheingönheim, sowie als Absteiger aus der Regionalliga der TSC Zweibrücken, der BSC Oppau und der Ludwigshafener SC.
| Pl. | Verein                     | Sp. | Tore   | Punkte |
| --- | -------------------------- | --- | ------ | ------ |
| 01. | VfR Kaiserslautern (A)     | 34  | 82:37  | 48:20  |
| 02. | VfR Kirn                   | 34  | 66:46  | 43:25  |
| 03. | Bavaria Wörth              | 34  | 62:48  | 43:25  |
| 04. | ASV Landau                 | 34  | 70:40  | 42:26  |
| 05. | FSV Schifferstadt          | 34  | 73:51  | 42:26  |
| 06. | SC Hauenstein              | 34  | 54:46  | 40:28  |
| 07. | FVgg Mombach               | 34  | 80:54  | 37:31  |
| 08. | Hassia Bingen              | 34  | 58:47  | 37:31  |
| 09. | Alemannia Worms (N)        | 34  | 58:62  | 37:31  |
| 10. | Eintracht Kreuznach        | 34  | 49:47  | 36:32  |
| 11. | VfR Baumholder             | 34  | 71:69  | 35:33  |
| 12. | 1. FC Sobernheim           | 34  | 60:37  | 34:34  |
| 13. | 1. FC Kaiserslautern Amat. | 34  | 40:56  | 29:39  |
| 14. | FC Rodalben                | 34  | 41:44  | 28:40  |
| 15. | FC Dahn                    | 34  | 51:70  | 28:40  |
| 16. | TuS Altrip (N)             | 34  | 48:70  | 25:43  |
| 17. | VfL Neustadt               | 34  | 30:75  | 17:51  |
| 18. | FG Dannstadt               | 34  | 37:131 | 11:57  |

| (M) | Meister 1964/65                            |
| (A) | Absteiger aus der Regionalliga 1964/65     |
| (N) | Aufsteiger aus den 2. Amateurligen 1964/65 |